# Les Misérables – The Dream Cast in Concert
Les Misérables – The Dream Cast in Concert (Les Misérables in Concert) – koncertowa wersja musicalu Les Misérables (opartego na powieści Nędznicy), zrealizowana w dziesiątą rocznicę powstania jego angielskojęzycznej wersji. Realizacja miała miejsce 8 października 1995 roku w Royal Albert Hall i pojawiła się na płytach DVD i kasetach VHS w 1998. Głównymi wykonawcami byli: Colm Wilkinson jako Jean Valjean, Philip Quast jako Inspektor Javert i Michael Ball jako Mariusz Pontmercy. Reżyserem koncertu był John Caird a producentem Cameron Mackintosh. Artyści biorący udział w koncercie (również chór) zostali wybrani spośród wykonawców grających w:
- obu produkcjach londyńskich
- z produkcji: Broadwayowskiej i
- australijskiej.

## Produkcja
To wykonanie musicalu użyło zmodernizowanego i bardziej zorkiestrowanego zapisu nutowego niż w partyturze oryginalnej wersji sztuki. Forma koncertu była bliższa dramatycznej kantacie niż pełnowymiarowej produkcji scenicznej. Artyści śpiewali stojąc przy mikrofonach do muzyki wykonywanej przez Królewską Orkiestrę Filharmoniczną z towarzyszeniem chóru stojącego za nimi. Mieli na sobie kostiumy sceniczne i brali udział w zminimalizowanej akcji ruchowej. Podczas niektórych fragmentów spektaklu:
- chór prostytutek
- wypadek z wozem
- budowa barykady
- śmierć na barykadzie

wyświetlano filmy z wcześniejszych produkcji scenicznych

## Cięcia
Na potrzeby scenariusza część utworów musicalu opuszczono lub skrócono. Były to m.in.:
- środkowa część scen od wypuszczenia Jeana Valjeana z więzienia do spotkania z biskupem (On Parole)
- kilka linijek z kłótni mającej miejsce w fabryce Valjeana (At The End of the Day)
- kilka linijek recytatywów: kobiety chcącej kupić broszkę Fantyny, alfonsa i niedoszłego klienta Fantyny (Lovely Ladies)
- połowa chóru prostytutek (Lovely Ladies)
- chóru ludzi patrzących na męki przygniecionego przez wóz człowieka (The Runaway Cart)
- kilka kwestii poprzedzających arię Thenardiera, w tym milczącą obecność małej Eponiny (Master of the House)
- rozmowę małej Cosette z Valjeanem (Thenardier Waltz of Treachery)
- pierwsze spotkanie Mariusza i dorosłej Cosette i nieudany napad gangu Thenardiera na Valjeana (The Robbery)
- cześć duetu "In My Life" Mariusza i Cosette
- kwestie podczas walk na barykadach
- scena śmierci Gavroche'a (The Death of Gavroche)
- część rozmów Eponiny z Valjeanem i Mariuszem (Building The Barricade)
- rozmowa Mariusza z Thenardierem podczas wesela (The Wedding )

Pomimo tych cięć ten zapis muzyczny spektaklu jest jedną z najbardziej kompletnych rejestracji musicalu.

## Dodatki
Koncert zakończył się spektakularną konkluzją podczas której 17 wykonawców roli Jeana Valjeana z różnych krajów wykonało na scenie po kilka linijek utworu Do you hear the people sing? w swoich językach narodowych. Utwór został połączony płynnie z kończącym pierwszy akt One day More! odśpiewanym przez cała obsadę (soliści i chór) w nieco zmienionej aranżacji - częściowo a capella.

## Obsada

### Główne role
Wytłuszczono historycznych pierwszych wykonawców swych ról z anglojęzycznej prapremiery londyńskiej w 1985.
| Wykonawca        | Rola              | Związek z Les Misérables                        |
| ---------------- | ----------------- | ----------------------------------------------- |
| Colm Wilkinson   | Jean Valjean      | Londyn 1 obsada/Broadway 1 obsada               |
| Philip Quast     | Javert            | Australia 1 obsada/Complete Symphonic Recording |
| Ruthie Henshall  | Fantyna           | Londyn 2 obsada                                 |
| Jenny Galloway   | Madame Thénardier | Londyn 2 obsada                                 |
| Alun Armstrong   | Thénardier        | Londyn 1 obsada                                 |
| Lea Salonga      | Éponine           | Broadway 2 obsada                               |
| Michael Ball     | Marius            | Londyn 1 obsada/Complete Symphonic Recording    |
| Michael Maguire  | Enjolras          | Broadway 1 obsada                               |
| Judy Kuhn        | Cosette           | Broadway 1 obsada                               |
| Anthony Crivello | Grantaire         | Broadway 1 obsada                               |

### Siedemnastu Valjeanów
| Kraj         | Wykonawca              |
| ------------ | ---------------------- |
| Wlk.Brytania | Phil Cavill            |
| Francja      | Robert Marien          |
| Niemcy       | Jerzy Jeszke           |
| Japonia      | Takeshi Kaga           |
| Węgry        | Vikidál Gyula          |
| Szwecja      | Tommy Körberg          |
| Polska       | Krzysztof Stasierowski |
| Holandia     | Henk Poort             |
| Kanada       | Michael Burgess        |
| Austria      | Reinhard Brussman      |
| Australia    | Rob Guest              |
| Norwegia     | Øystein Wiik           |
| Czechy       | Jan Ježek              |
| Dania        | Kurt Ravn              |
| Irlandia     | Jeff Leyton            |
| Islandia     | Egill Ólafsson         |
| USA          | Craig Schulman         |

### Chór
Chór, liczący około 150 osób został stworzony w całości z wykonawców innych przedstawień Les Misérables z całego świata, którzy zostali wymienieni z imienia i nazwiska na okładce płyty CD będącej rejestracją koncertu.

## Ścieżka dźwiękowa
Płyta 1
1. Prologue
2. On Parole/The Bishop
3. Valjean's Soliloquy
4. At The End Of The Day
5. I Dreamed a Dream
6. Lovely Ladies
7. Fantine's Arrest
8. The Runaway Cart
9. Who Am I? -The Trial
10. Fantine's Death
11. The Confrontation
12. Castle On a Cloud
13. Master of the House
14. The Bargain-Waltz of Treachery
15. Look Down
16. Stars
17. ABC Cafe/Red and Black
18. Do You Hear the People Sing?
19. Rue Plummet-In My Life
20. A Heart Full of Love

Płyta 2
1. The Attack on Rue Plummet
2. One Day More!
3. Building the Barricade/On My Own
4. Back at the Barricade
5. Javert's Arrival/Little People
6. A Little Fall of Rain
7. Night of Anguish
8. First Attack
9. Drink With Me
10. Bring Him Home
11. Second Attack/The Final Battle
12. The Sewers
13. Dog Eats Dog
14. Javert's Suicide
15. Turning
16. Empty Chairs at Empty Tables
17. Every Day/A Heart Full of Love (Reprise)
18. The Wedding Chorale/Beggars at The Feast
19. Epilogue (Finale)
20. Bis 1 - Speeches/Do You Hear the People Sing?
21. Bis 2 - One Day More